# CGCG 049-033
CGCG 049-033是在星座巨蛇座，距離地球6億8千萬光年的一個橢圓星系。它是阿貝爾2040星系團的中心星系（BCG）。
CGCG 049-033以擁有迄今為止發現的最長的星系噴流而聞名。該光束發現於2007年12月，長約150萬光年。星系的光譜表明存在一個質量為2×109 M☉的超大質量黑洞。